# Panorpa lachlani
Panorpa lachlani är en näbbsländeart som beskrevs av Navás 1930. Panorpa lachlani ingår i släktet Panorpa och familjen skorpionsländor. Inga underarter finns listade i Catalogue of Life.